# Verkh-Kuendat
Verkh-Kuendat (en rus: Верх-Куендат) és un poble de l'óblast de Tomsk, a Rússia, que el 2010 tenia 40 habitants. Com indica el seu nom (traduïble per 'Alt Kuendat'), es troba al curs alt del riu Kuendat.
Va ser fundada el 1900. El 1926, la granja Verkh-Kuendatsky constava de 32 llars, la població principal eren Belarussos. Com a part del consell del poble de Konstantinovsky del districte de Zachulymsky del districte de Tomsk de la regió de Sibèria.
Segons la Llei de l'oblast de Tomsk del 10 de setembre de 2004 núm. 204-OZ, el poble va passar a formar part de l'assentament rural de Novomarinsky.